# Empusa hedenborgii
Empusa hedenborgii är en bönsyrseart som beskrevs av Stal 1871. Empusa hedenborgii ingår i släktet Empusa och familjen Empusidae. Inga underarter finns listade i Catalogue of Life.